# 貝德福德
貝德福德是位于英國貝德福德郡的一个集镇，坐落于東英格蘭地区。包括肯普斯顿（Kempston）和比登汉姆（Biddenham）在内的城市区域人口为106,940人。贝德福德不仅是贝德福德郡的郡治，同时也是貝德福德區的行政中心，该区为一个单一管理机构，包括了一个重要的乡村地区。
贝德福德建立于大乌兹河的一处渡口，据信此地为麦西亚国王奥法的埋葬地，他因在威尔士边境修建奥法堤而闻名。贝德福德城堡（Bedford Castle）由亨利一世所建，尽管于1224年被毁。贝德福德于1166年获得城镇地位，并自1265年起在议会中设有代表。该地区以其众多意大利裔人口而闻名。

## 历史
“贝德福德”一名源于撒克逊首领贝达（Beda），而“ford”指的是大烏茲河邊的淺灘。奥法于796年在此地埋葬。
886年，贝德福德成为分隔丹麥區和威塞克斯王國的邊境鎮，并成为贝德福德男爵领地的中心。
919年，長者愛德華在乌兹河南岸建造了此地第一座已知的堡垒，后该堡垒被丹麦人摧毁。威廉二世建议贝德福德男爵重建堡垒，但新的贝德福德城堡也于1224年被夷平，如今仅存废墟。
1166年，亨利二世授予贝德福德皇家宪章。
中世纪的贝德福德一直是一个农业镇。16世纪以后，贝德福德及贝德福德郡成为英格兰蕾丝制造业的中心，直至20世纪初，贝德福德郡的蕾丝仍是当地的重要产业。
1552年，贝德福德地区成立了第一所私立学校——贝德福德学校（Bedford School）。
1660年，約翰·班揚因被囚禁于贝德福德监狱而在此地度过了长达12年的时间，并在此期间完成了著作《天路歷程》。
19世纪，贝德福德开始转型为工业城市。1832年引入煤气照明，1846年接入铁路。1849年，第一家谷物交易所建成，1864年则开始建设第一条排水道。

## 市政与选区
贝德福德市区是贝德福德区内最大的定居点。区议会由一位直接选举产生的市长领导，该市长被称为“贝德福德市长”。这一职务最初由弗兰克·布兰斯顿（Frank Branston）担任，直到他在2009年去世。目前的贝德福德市长是保守党成员汤姆·伍顿（Tom Wootton）。
贝德福德市区在选举中分为10个选区，包括布里克希尔（Brickhill）、城堡区（Castle）、考德威尔（Cauldwell）、德帕里斯（De Parys）、戈尔丁顿（Goldington）、哈珀（Harpur）、金斯布鲁克（Kingsbrook）、纽南（Newnham）、普特诺（Putnoe）、女王公园（Queens Park）、凯姆斯顿东（Kempston East）和凯姆斯顿西（Kempston West）。在贝德福德市区内，只有布里克希尔、比登汉姆（Biddenham）和凯姆斯顿拥有自己的教区议会，而其余大部分地区则没有教区。凯姆斯顿是唯一一个同时拥有城镇议会的民政教区。
贝德福德的治安由贝德福德郡警察局负责，贝德福德郡警察和犯罪专员是约翰·蒂扎德（John Tizard）。
贝德福德是英国国会贝德福德选区的一部分，目前的国会议员（MP）是穆罕默德·雅辛（Mohammad Yasin），他是工党成员。

## 地理
贝德福德位于伦敦西北46英里（74公里）、伯明翰东南65英里（105公里）、剑桥西25英里（40公里）和南安普顿东南19英里（31公里）的位置。凯姆斯顿镇是贝德福德市区的一部分，比登汉姆村也是如此。与城市区相邻但不在其范围内的村庄包括布罗姆汉（Bromham）、埃尔斯托（Elstow）、伦霍尔德（Renhold）和拉文斯登（Ravensden）。威克萨姆斯（Wixams）是一个正在开发的新城，位于贝德福德以南。贝德福德区内，除了市区外，人口超过2000（截至2005年）的村庄包括克拉普汉（Clapham）、埃尔斯托、奥克利（Oakley）、香农布鲁克（Sharnbrook）、肖特镇（Shortstown）、威尔斯特德（Wilstead）和伍顿（Wootton），此外还有许多较小的村庄。

## 气候
与英国其他地区一样，贝德福德拥有海洋性气候，温度变化范围有限，全年降水量分布相对均匀。距离贝德福德最近的英国气象局的气象站位于贝德福德（图雷利）机场，距离贝德福德市中心约6.5英里（10.5公里），海拔85米（279英尺）。该地点的温度极值曾在2022年7月达到39.5°C（103.1°F），而1982年1月降至−15.3°C（4.5°F）。不过，如果有更长时间的记录，这些极值可能会被超越。历史上，距离贝德福德最近的气象站位于卡迪顿，位于市中心南南东约2.4英里（3.9公里），海拔30米（98英尺），该地曾在1963年1月记录到最低气温−18.3°C（−0.9°F）。
年平均降水量约为585毫米（23.0英寸），其中超过1毫米（0.04英寸）的降水天数为109天。
贝德福德的阳光时数约为1500小时，属于英格兰南中部内陆地区的典型水平。

## 人口
根据2021年的人口金字塔，贝德福德是英国意大利移民最大聚集地之一。根据2001年的人口普查，贝德福德人口中几乎有30%为至少部分意大利血统。这主要是由于1950年代初伦敦砖业公司（London Brick Company）从意大利南部招聘劳工的结果。从1954年到2008年，贝德福德还设有自己的意大利副领事馆。
除了意大利移民外，贝德福德还接收了大量来自印度（占贝德福德人口的8.1%）、东欧（尤其是在2000年代）、斯堪的纳维亚、爱尔兰、北爱尔兰、希腊、塞浦路斯、北塞浦路斯、马耳他、西班牙、法国、瑞士、德国、波兰、葡萄牙、阿尔巴尼亚、土耳其、中东、东亚、东南亚和非洲（贝德福德3%的居民是撒哈拉以南非洲血统）等地的移民，使其成为英国除伦敦外，按人口比例最具民族、种族和语言多样性的城镇之一。
根据2011年人口普查，贝德福德市区的种族构成为：74.4%白人、4%混合、15%亚裔/亚裔英国人、5%黑人/非洲/加勒比/黑英国人和1%“其他民族群体”。在国家认同方面，略超过50%的人认同为仅“英格兰人”，24%为“英国人”，15%仅为“非英国人”身份，略超过8%则有“英国与其他”身份。
在2001年，贝德福德的人口中，69%为基督徒，24%为无宗教，3%为穆斯林，2%为锡克教徒。到2021年，贝德福德基督徒占48%，无宗教者占40%，穆斯林占7%，锡克教徒占2%。

## 教育
贝德福德区曾实施三级教育体系（Three-tier education），包括低年级、中年级和高年级学校，按照1967年《普劳登报告（Plowden Report）》的建议。该安排在2006年进行投票，计划转为两层模式，但遭到否决。2009年11月17日，区议员以19票对17票的微弱优势投票支持两层体系，并计划逐步实施。然而，2010年工党政府的失败后，新联合政府宣布不再提供所需的资金以转变为两层系统。因此，转换是在学校逐个进行的，因为国家资金将覆盖大部分费用。然而，在2015年7月，市议会宣布支持全区协调过渡到两层教育系统。当时，只有伍顿的学校群体选择不转型。自2018年9月起，所有区内学校均已转换为两层制。当前区内运营的中学包括贝德福德学院（Bedford Academy）、贝德福德自由学校（Bedford Free School）、比登汉姆国际学校（Biddenham International School）、城堡纽汉学校（Castle Newnham School）、戈尔丁顿学院（Goldington Academy）、马克·鲁瑟福学校（Mark Rutherford School）和圣托马斯·摩尔天主教学校（St Thomas More Catholic School）。
贝德福德有四所由哈珀信托（Harpur Trust）慈善机构运营的私立学校，该信托是由贝德福德人威廉·哈珀（Sir William Harpur）于16世纪资助成立的。它们分别是：
- 贝德福德男校（Bedford School），招收7至18岁的男生
- 贝德福德现代学校（Bedford Modern School），原为男校，2003年变为男女合校，招收7至18岁的学生
- 贝德福德女校（Bedford Girls' School），招收7至18岁的女生（2012年9月合并，原为贝德福德女子高等学校和戴姆·爱丽丝·哈珀学校）
- 朝圣者预备学校（Pilgrims Pre-Preparatory School）

其他较小的私立机构包括贝德福德格林艾克独立学校（Bedford Greenacre Independent School，招收3至18岁男生和女生）和波兰学校（Polam School，招收12个月至9岁的男生和女生），两者均不属于哈珀信托。
贝德福德设有贝德福德郡大学（University of Bedfordshire）的一处校区，该校在2006年与卢顿大学（University of Luton）合并之前，曾是德蒙福特大学（De Montfort University）的一个校区（后者现已完全位于莱斯特）。此外，贝德福德还设有贝德福德学院（Bedford College）和贝德福德第六学院（The Bedford Sixth Form）。此外，斯特拉·曼学院（Stella Mann College）是一所私立学院，提供与表演艺术相关的一系列继续教育课程。

## 地标与旅游
贝德福德拥有众多历史建筑和自然景点。圣保罗教堂是镇内最具代表性的宗教建筑，具有重要的历史和文化价值。此外，贝德福德公园和修道院乡村公园提供了优美的自然环境，适合散步和休闲。卡丁顿飞艇机库是另一个重要的历史遗址，曾被用于电影拍摄，包括《星球大战》、《蝙蝠侠：侠影之谜》、《蝙蝠侠：黑暗骑士》和《盗梦空间》等。

## 交通
贝德福德的交通便利，主要通过铁路和公路连接周边城市。贝德福德主火车站提供直达伦敦和其他主要城市的服务，公路方面则由A6和A421公路连接。镇内还有完善的公共交通系统，包括巴士服务，方便居民和游客出行。

## 宗教场所

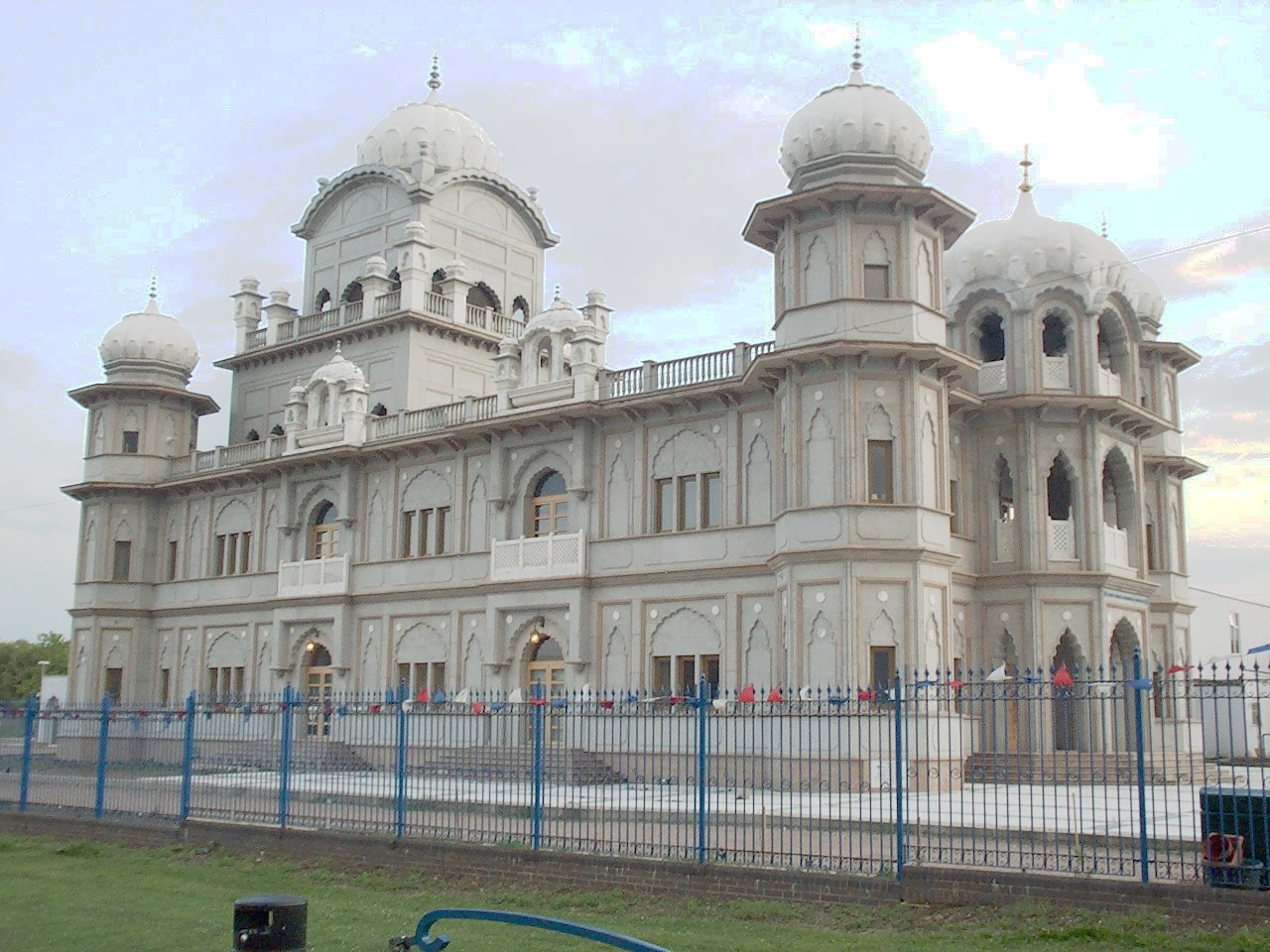
福特恩德路锡克教神庙，位于贝德福德郡贝德福德皇后公园。

贝德福德镇拥有众多的宗教场所，反映出该地区丰富的宗教和文化多样性。其中包括市政和郡教堂圣保罗教堂（St Paul’s Church）和圣彼得教堂（St Peter's Church）。此外，镇内还有来自Newfrontiers网络的三个教堂，以及波兰、阿拉伯、葡萄牙、西班牙和意大利的天主教教堂，耶稣基督后期圣徒教会（摩门教）聚会所，希腊、俄罗斯及其他东正教教堂，长老会教堂、路德宗教堂、浸礼宗教堂、福音派教堂、卫理公会教堂、圣公会教堂，以及各种独立教堂和其他宗教场所，以满足不同种族、民族和语言群体的需求。贝德福德镇内有四座伊斯兰清真寺，同时也有佛教和印度教庙宇。
贝德福德的锡克教馆是英国伦敦以外最大的锡克教馆，镇内还有另外两座锡克教馆，其中一座位于肯普斯顿（Kempston）。此外，贝德福德还有古鲁拉维达斯（Guru Ravidass）和瓦尔米基（Valmiki）寺庙。
贝德福德镇内还有贵格会、耶和华见证人和威肯（Wicca）社区，他们在镇上设有自己的聚会场所。虽然贝德福德镇内不再有犹太教堂，但位于卢顿的贝德福德郡进步犹太教堂（Bedfordshire Progressive Synagogue）每月在贝德福德召开一次聚会，服务于当地的犹太社区。最近的正统犹太教堂是位于卢顿的卢顿联合犹太教堂（Luton United Synagogue），为鲁巴维奇教堂（Lubavitch synagogue）。
贝德福德曾是万应社会（Panacea Society）的总部，该宗教团体成立于1919年，信仰贝德福德将在耶稣基督再来的过程中扮演重要角色，并认为贝德福德是伊甸园的原始地点。

## 文化
贝德福德的文化生活丰富多彩。贝德福德艺术画廊和博物馆（Higgins Art Gallery & Museum）位于维多利亚时代的希金斯家族（Higgins family）重建的住宅和现代扩建部分，馆内收藏了大量地方历史文物，以及著名的水彩画、版画、陶瓷、玻璃和蕾丝。
镇内还有多处公共艺术作品，包括约翰·班扬（John Bunyan）雕像、约翰·霍华德（John Howard）雕像，以及英国雕塑家里克·柯比（Rick Kirby）创作的《贝德福德的倒影》（Reflections of Bedford）雕像。
万应博物馆讲述了万应社会的历史，这是一个成立于20世纪初的宗教社区。贝德福德谷物交易所（Bedford Corn Exchange）是镇上最大的娱乐场所，承办各类表演、会议、音乐会和私人活动，曾接待过许多知名艺人，如格伦·米勒（Glenn Miller）和鲍勃·霍普（Bob Hope）。
贝德福德大学剧院是镇上最大的剧院，常年举办各种大型演出和大学项目。社区剧团（amdram）在贝德福德也非常活跃，包括天鹅剧团（Swan Theatre Company）、贝德福德戏剧公司（Bedford Drama Company）、贝德福德木偶剧团（Bedford Marianettes）和ShowCo Bedford等，常在地方剧院和谷物交易所等场地制作戏剧和音乐剧。每年圣诞节，贝德福德滑稽戏公司（Bedford Pantomime Company）会在谷物交易所上演传统的滑稽戏。
贝德福德每两年举办一次的“贝德福德河节”（Bedford River Festival）吸引约250,000名游客，成为英国第二大常规户外活动，仅次于诺丁山狂欢节（Notting Hill Carnival）。每年5月举办的贝德福德赛艇比赛（Bedford Regatta）是英国最大的单日河流赛艇比赛。
其他年度活动包括“贝德福德海滩”（Bedford by the Sea，期间镇中心会撒大量沙子）、“贝德福德国际风筝节”（Bedford International Kite Festival）和“贝德福德汽车节”（Bedford Festival of Motoring），以及在8月初举办的“公园音乐会”（Proms in the Park）。
贝德福德独特的日常生活经常出现在小型电视和广播节目中，例如《马克·斯蒂尔在镇上》（Mark Steel's in Town）的欢快集数，和《斯蒂芬·科尔伯特晚间秀》（The Late Show with Stephen Colbert）的比较。美国节目“贝德福德的社区日历”特邀了贝德福德出生的约翰·奥利弗（John Oliver）参与。

## 旅游
2023年12月，环球目的地与体验公司（Universal Destinations & Experiences）宣布在贝德福德郊区斯图尔特比（Stewartby）附近的一处旧砖厂用地上购买了480英亩（后扩展至约700英亩）土地，计划在该地区建造一个主题公园和度假村，因其接近伦敦和卢顿机场而备受关注。
2024年，英国环球影城（Universal Studios United Kingdom）宣布进入规划和批准阶段，可能于2025年1月开始建设，预计该公园将于2030年完工。

## 新技术
在米尔顿凯恩斯、诺桑普顿和剑桥郡成功推出自主配送机器人后，Starship Technologies于2022年7月宣布与贝德福德区议会和合作社集团（The Co-operative Group）建立合作关系，计划在贝德福德市区推广自主配送机器人，服务于位于金金顿、奎恩斯大道和肯普斯顿的三家合作社商店，覆盖4.5万名居民和2万户家庭。

## 媒体
电视
贝德福德的地方新闻和电视节目由BBC东部（BBC East）和ITV安格利亚（ITV Anglia）提供，这些节目通过桑迪希思电视发射台（Sandy Heath TV transmitter）播出。
广播
贝德福德的地方广播电台包括BBC三郡电台（BBC Three Counties Radio，频率95.5 FM）、心电台东部（Heart East，频率96.9 FM）、最伟大的金曲广播电台（Greatest Hits Radio Bucks, Beds and Herts，频率96.2 FM）、In2beats（频率106.5 FM）以及本地电台贝德福德电台（Bedford Radio）。
报纸
贝德福德镇有两份地方报纸，分别是《时代与公民报》（Times & Citizen）和《贝德福德独立报》（Bedford Independent），这两份报纸在贝德福德区和中央贝德福郡的周边地区免费发行。

## 体育
贝德福德区拥有悠久的体育传统，尤其是橄榄球和足球运动。该镇有四支橄榄球联盟队伍，分别是贝德福德蓝队（Bedford Blues）、贝德福德女王队（Bedford Queens）、贝德福德迅猛队（Bedford Swifts）和贝德福德运动队（Bedford Athletic）。自2004年以来，贝德福德还拥有一支橄榄球联队，名为贝德福德老虎队（Bedford Tigers），他们在国家联赛下一级比赛。
考虑到其整体城市面积，贝德福德是英格兰最大的几个没有完全职业足球队的城镇之一。贝德福德城足球俱乐部（Bedford Town F.C.）目前在英格兰足球联赛体系的第七级比赛，而真实贝德福德足球俱乐部（Real Bedford F.C.）则在第八级比赛。
贝德福德的划船运动也是该地区体育活动的重要组成部分，每年从2月到10月举行多项划船赛事，其中最重要的是贝德福德赛艇比赛（Bedford Regatta），该比赛以参赛队伍数量而言，是全国第二大比赛。奥林匹克划手蒂姆·福斯特（Tim Foster）曾在贝德福德的格雷特·乌斯河（River Great Ouse）磨练技巧，他是贝德福德现代学校（Bedford Modern）的学生，同时也是当地明星划船俱乐部的成员。实际上，贝德福德区培养了许多运动冠军，包括斯特凡妮·库克（Stephanie Cook）、盖尔·艾姆斯（Gail Emms）、莉兹·耶灵（Liz Yelling）和保拉·拉德克利夫（Paula Radcliffe），后者是贝德福德及县田径俱乐部的名誉副会长。
维京皮划艇俱乐部（Viking Kayak Club）组织贝德福德皮划艇马拉松比赛，比赛在贝德福德河岸的堤岸上进行，还在卡迪顿人造滑水道（Cardington Artificial Slalom Course）举办全国排名的皮划艇激流回旋赛事。卡迪顿人造滑水道是英国第一个人造白水河道，每年还举办英国全国俱乐部激流回旋决赛，这是英国参与人数最多的皮划艇激流回旋赛事。埃蒂安·斯托特（Etienne Stott）是2012年奥运会金牌获得者的俱乐部成员。
在2012年夏季奥运会和残奥会期间，贝德福德区是多个国家队的主要训练基地。马尔代夫国家奥林匹克委员会将其参赛运动员安置在贝德福德，同时来自安哥拉、中非共和国、刚果民主共和国、冈比亚、加纳、科特迪瓦、牙买加、莱索托、摩洛哥、尼日尔、巴基斯坦、塞内加尔、突尼斯和乌干达的残奥运动员也在该地区集训。除了韦茅斯（Weymouth）承办各种帆船赛事外，贝德福德区在2012年接待的奥运队伍数量超过了英国任何其他地方当局。

## 影视作品
著名的BBC电视剧《母亲总是如此》（Some Mothers Do 'Ave 'Em）在1970年代期间在贝德福德及其周边地区拍摄。2017年，在《斯蒂芬·科尔伯特晚间秀》（The Late Show with Stephen Colbert）中有一个关于贝德福德的特辑“贝德福德郡的社区日历”（Bedford of Bedfordshire's Community Calendar），其中约翰·奥利弗（John Oliver）描述这个镇为“顽强的小镇”。该片段展示了舒特尔沃斯收藏（Shuttleworth Collection）、马斯顿森林（Forest of Marston Vale）、地方剧院（Place Theatre）、贝德福德谷物交易所（Bedford Corn Exchange）和当地书店罗根书店（Rogan's Books）等地标。

## 公共服务
贝德福德医院
贝德福德医院是一所区级综合医院，在镇内两个地点运营，提供广泛的医疗服务，尽管需要高级医疗服务的患者通常会被转诊到其他专科医院，尤其是与贝德福德医院合作的剑桥阿登布鲁克医院（Addenbrooke's Hospital）。贝德福德医院的服务范围覆盖贝德福德区及中央贝德福郡的部分地区。
贝德福德郡警察局
贝德福德郡警察负责贝德福德的治安，镇中心设有主要警察局。贝德福德的消防与救援服务由贝德福德郡和卢顿消防救援服务（Bedfordshire and Luton Fire and Rescue Service）协调，贝德福德的消防站位于新纳姆（Newnham）地区，24小时有人值守。

## 外部連結
- North Beds Online Local Information for North Bedfordshire
- The Official Town Centre and BedfordBID Website
- Activ Bedford  – Your Online Guide to Bedford（页面存档备份，存于）
- 中的“貝德福德”